# 5 محرم
- السبت
- الأحد
- الاثنين
- الثلاثاء
- الأربعاء
- الخميس
- الجمعة

- 306 يوليو 2024
- 17 يوليو 2024
- 28 يوليو 2024
- 39 يوليو 2024
- 410 يوليو 2024
- 511 يوليو 2024
- 612 يوليو 2024
- 713 يوليو 2024
- 814 يوليو 2024
- 915 يوليو 2024
- 1016 يوليو 2024
- 1117 يوليو 2024
- 1218 يوليو 2024
- 1319 يوليو 2024
- 1420 يوليو 2024
- 1521 يوليو 2024
- 1622 يوليو 2024
- 1723 يوليو 2024
- 1824 يوليو 2024
- 1925 يوليو 2024
- 2026 يوليو 2024
- 2127 يوليو 2024
- 2228 يوليو 2024
- 2329 يوليو 2024
- 2430 يوليو 2024
- 2531 يوليو 2024
- 261 أغسطس 2024
- 272 أغسطس 2024
- 283 أغسطس 2024
- 294 أغسطس 2024
- 15 أغسطس 2024
- 26 أغسطس 2024
- 37 أغسطس 2024
- 48 أغسطس 2024
- 59 أغسطس 2024

5 مُحرَّم أو 5 مُحرَّم الحرام أو يوم 5 \ 1 (اليوم الخامس من الشهر الأوَّل) هو خامس أيَّام السنة وفق التقويم الهجري القمري (العربي). يبقى بعده 349 أو 350 يومًا لانتهاء السنة.

## أحداث
- 578 هـ - مغادرة صلاح الدين الأيوبي القاهرة مع نصف الجيش الأيوبي المصري والعديد من المتطوعين إلى الشام، وذلك في سبيل توسيع رقعة الدولة. وعندما علم أن القوات الصليبية احتشدت على الحدود لاعتراضه، غير طريقه عبر سيناء إلى أيلة، وهناك لم يلق صلاح الدين أي مقاومة من قوات بلدوين.
- 657 هـ - سيف الدين قطز يخلع نور الدين علي بن أيبك ويتسلم الحكم سلطانًا على مصر.
- 659 هـ - وقعت معركة حمص الأولى في عهد السلطان الظاهر بيبرس، ما بين جيش مغول الإلخانات وبين أيوبي حمص. انتهت المعركة بانتصار المسلمين وهزيمة المغول.
- 1247 هـ - انتشار وباء الطاعون في الكويت الذي ذهب ضحيته الآلاف من الكويتيين.
- 1299 هـ - صدور أول قانون للمطبوعات في مصر في عهد الخديوي توفيق، لكن القانون لم يتم العمل به إلا في 4 ربيع الأول 1327 هـ بطلب من الإنجليز، وكان الهدف منه مراقبة الصحف ومصادرتها وإغلاقها إذا اقتضى الأمر.
- 1322 هـ - قيام عبد العزيز آل سعود بمحاصرة أسوار عنيزة الجنوبية. وأمر آل سُليم وآل مهنا وأتباعهما أن يدخلوها. وانتهت بدخول عبد العزيز آل سعود عنيزة، وتعيينه لعبد العزيز بن عبد الله بن سليم أميراً عليها، وصالح بن زامل قائداً للغزو بها.
- 1327 هـ - السلطات الاستعمارية الفرنسية تعطل صحيفة أبو قشة الهزلية التي يصدرها الشيخ الهاشمي المالكي بتهمة النيل من هيبة الدولة، فيضطر الهاشمي المالكي لمغادرة البلاد ويستقر به المقام في إندونيسيا حيث أصدر صحيفة عربية بها.
- 1329 هـ - تأسيس نادي الزمالك للألعاب الرياضية في القاهرة تحت اسم «نادي قصر النيل».
- 1372 هـ - تنحي الزعيم الكبير أحمد حسين عن رئاسة حزب مصر الفتاة الاشتراكي، وأسندت الرئاسة إلى إبراهيم شكري، والمعروف أن أحمد حسين هو مؤسس حزب مصر الفتاة، وكان من زعماء الحركة الوطنية في أيام عهد الملكية.
- 1383 هـ - إعصار في باكستان الشرقية يودي بحياة 30 ألف نسمة ويدمر آلاف المنازل.
- 1384 هـ - احتفالات بانتهاء العمل في المرحلة الأولى من السد العالي في مصر.
- 1399 هـ - الاتحاد السوفيتي وأفغانستان يوقعان اتفاقية تعاون وصداقة، وهو الاتفاق الذي مهد للسوفييت غزو أفغانستان.
- 1403 هـ - المقاومة اللبنانية في الجنوب تفجر مقر القوات الفرنسية في القوة المتعددة الجنسيات الموجودة بجنوب لبنان، وأسفر الهجوم عن مقتل 56 شخصا.
- 1409 هـ - مقتل الرئيس الباكستاني محمد ضياء الحق والسفير الأمريكي في باكستان بحادث تحطم طائرة.
- 1414 هـ - إجراء انتخابات تشريعية تعددية في المغرب وفقا للدستور الجديد الذي وقع الاستفتاء عليه قبل عام من الانتخابات.
- 1418 هـ - روسيا والمقاتلون الشيشان يوقعان اتفاق سلام هو الأول من نوعة على مدى أكثر من أربعمائه عام من الصراع الدامي بين المسلمون الشيشانيون والروس الذين يعتبرون الشيشان أحد أقاليم روسيا الاتحادية.
- 1424 هـ - إسرائيل تغتال المفكر الإسلامي الفلسطيني إبراهيم المقادمة.
- 1428 هـ -
  - المعارضة اللبنانية تغلق الطرق المؤدية للعاصمة بيروت ومطار رفيق الحريري الدولي للضغط على الحكومة كي تستقيل، وأدى هذا الإغلاق إلى مواجهات بالشارع بين مناصري الطرفين أدت إلى سقوط عدد من الضحايا.
  - القوات المسلحة الإثيوبية تبدأ الانسحاب من الصومال بعد أن دحر الإثيوبيون القوات الأساسية للتشكيلات المسلحة المتطرفة في معارك دموية طاحنة. وبذلك أمكن عقد مؤتمر المصالحة الوطنية. إلا أن جهود وقف النزاعات بالكامل اخفقت، فظلت البلاد على حافة الانهيار.
- 1430 هـ -
  - الحكومة العراقية تتسلم السيطرة على المنطقة الخضراء في بغداد من القوات متعددة الجنسيات وذلك بموجب الاتفاقية الأمنية بين العراق والولايات المتحدة، ورئيس الوزراء العراقي نوري المالكي يعتبر هذا اليوم يوم عيد.
  - اغتيال القيادي في حركة حماس نزار ريان مع زوجاته الأربع و9 من أبنائه في هجوم جوي إسرائيلي على منزله في جباليا وذلك ضمن أحداث عملية الرصاص المسكوب.
- 1433 هـ - أمير الكويت الشيخ صباح الأحمد الجابر الصباح يكلف وزير الدفاع الشيخ جابر مبارك الحمد الصباح بتشكيل الحكومة الجديدة، وذلك بعد قبوله استقالة الشيخ ناصر المحمد الأحمد الصباح بعد مطالبات من المعارضة بتغييره بعد أن اتهمته بالفساد.
- 1434 هـ - تنصيب وتجليس البابا تواضروس الثاني بابا على الإسكندرية وبطريركًا على الكرازة المرقسية وبطريرك الكنيسة القبطية الأرثوذكسية.
- 1437 هـ - بدء المرحلة الأولى من انتخابات مجلس النواب المصري، وسط أنباء عن ضعف الإقبال خاصة الشباب.

## مواليد
- 1246 هـ - حامد حسين الهندي، رجل دين وفقيه ومتكلِّم شيعي هندي.
- 1294 هـ – أحمد محرم، شاعر مصري من أصول شركسية، يُلقب بشاعر الإسلام.
- 1345 هـ -
  - صادق الحسيني الروحاني، مرجع وفقيه شيعي إيراني.
  - إدريس الشرايبي، أديب مغربي.
- 1349 هـ - محمد المنيع، ممثل كويتي.
- 1382 هـ - راغب علامة، مغني لبناني.
- 1393 هـ -
  - ناصر رضوان، رجل دين سُنّي مصري.
  - تركي الدخيل، إعلامي سعودي.
- 1395 هـ - جيهان راتب، ممثلة ومغنية مصرية.
- 1398 هـ - محمد أوريليو، لاعب كرة قدم تركي.
- 1402 هـ - حيدر عبد الأمير، لاعب كرة قدم عراقي.
- 1407 هـ - جورج طويل، مغن وممثل صوت لبناني.
- 1415 هـ - سلمى رشيد، مغنية مغربية.

## وفيات
- 855 هـ - مراد الثاني، سادس سلاطين الدولة العثمانية.
- 1352 هـ - قسطنطين كفافيس، شاعر الإسكندرية وهو ذو أصل يوناني.
- 1371 هـ - السعيد اليجري، رجل دين سُنّي جزائري.
- 1390 هـ - أحمد فؤاد الأهواني، عالم مصري في علم النفس.
- 1408 هـ -
  - عبد الله ناصح علوان، رجل دين سُنّي سوري.
  - ناجي العلي، رسام كاريكتير فلسطيني.
- 1409 هـ - محمد ضياء الحق، جنرال باكستاني ورئيس جمهورية باكستان.
- 1424 هـ - إبراهيم المقادمة، مفكر إسلامي فلسطيني.
- 1426 هـ - رفيق الحريري، رئيس الوزراء اللبناني السابق.
- 1430 هـ - نزار ريان، قيادي في حركة حماس
- 1432 هـ - محمد بشير الرز، رجل دين سُنّي سوري.
- 1437 هـ - جمال الغيطاني، أديب وصحافي مصري.

## وصلات خارجية
- موقع قصة الإسلام: حدث في شهر محرم.